# Орд (Небраска)
Орд (енгл. Ord) град је у америчкој савезној држави Небраска.

## Демографија
По попису из 2010. године број становника је 2.112, што је 157 (-6,9%) становника мање него 2000. године.
| Група             | 2000.         | 2010.         |
| Белци             | 2.192 (96,6%) | 2.025 (95,9%) |
| Афроамериканци    | 5 (0,2%)      | 6 (0,3%)      |
| Азијати           | 4 (0,2%)      | 2 (0,1%)      |
| Хиспаноамериканци | 51 (2,2%)     | 60 (2,8%)     |
| Укупно            | 2.269         | 2.112         |